# Giannoulīs Larentzakīs
Giannoulīs Larentzakīs (in greco Γιαννούλης Λαρεντζάκης?; Amarousio, 22 settembre 1993) è un cestista greco.

## Statistiche

### Eurolega
| Anno      | Squadra    | PG  | PT | MP   | TC%  | 3P%  | TL%  | RP  | AP  | PRP | SP  | PP  |
| --------- | ---------- | --- | -- | ---- | ---- | ---- | ---- | --- | --- | --- | --- | --- |
| 2020-2021 | Olympiakos | 21  | 2  | 12,4 | 35,4 | 32,8 | 76,0 | 1,6 | 1,4 | 0,8 | 0,0 | 4,5 |
| 2021-2022 | Olympiakos | 34  | 1  | 11,4 | 36,0 | 31,6 | 83,3 | 1,4 | 1,1 | 0,3 | 0,0 | 4,2 |
| 2022-2023 | Olympiakos | 41  | 0  | 14,4 | 40,8 | 37,4 | 72,9 | 1,8 | 1,0 | 0,5 | 0,0 | 6,4 |
| 2023-2024 | Olympiakos | 37  | 0  | 13,1 | 34,1 | 32,1 | 80,8 | 1,0 | 1,5 | 0,6 | 0,1 | 5,1 |
| Carriera  | Carriera   | 133 | 3  | 13,0 | 37,1 | 34,0 | 77,9 | 1,4 | 1,2 | 0,5 | 0,0 | 5,2 |

## Palmarès

### Squadra
- Campionato greco: 3

Olympiakos: 2021-2022, 2022-2023, 2024-2025
- Coppa di Grecia: 4

AEK Atene: 2017-2018
Olympiakos: 2021-2022, 2022-2023, 2023-2024
- Supercoppa greca: 3

Olympiakos: 2022, 2023, 2024
- Basketball Champions League: 1

AEK Atene: 2017-2018
- Coppa Intercontinentale: 1

AEK Atene: 2019

### Individuale
- MVP Supercoppa greca: 1

Olympiakos: 2023